# Linnealudd
Linnealudd (Metacoleroa dickiei) är en svampart som först beskrevs av Berk. & Broome, och fick sitt nu gällande namn av Franz Petrak 1927. Linnealudd ingår i släktet Metacoleroa och familjen Venturiaceae. Arten är reproducerande i Sverige. Inga underarter finns listade i Catalogue of Life.